# Belvès-de-Castillon
Ne doit pas être confondue avec la commune de Belvès du département voisin de la Dordogne.
Belvès-de-Castillon est une commune du Sud-Ouest de la France, située dans le département de la Gironde, en région Nouvelle-Aquitaine.

## Géographie

### Communes limitrophes
Les communes limitrophes en sont Gardegan-et-Tourtirac au nord, Saint-Michel-de-Montaigne (Dordogne) à l'est sur environ 25 mètres, Castillon-la-Bataille au sud, Saint-Magne-de-Castillon au sud-ouest, Sainte-Colombe à l'ouest et Saint-Genès-de-Castillon au nord-ouest, en quadripoint.
Le quadripoint, point de la surface de la Terre qui touche quatre régions distinctes, réunit les communes de Gardegan-et-Tourtirac en son nord-est, Belvès-de-Castillon en son sud-est, Sainte-Colombe en son sud-ouest et Saint-Genès-de-Castillon en son nord-ouest.
| Saint-Genès-de-Castillon (quadripoint) {\displaystyle +} | Gardegan-et-Tourtirac |                                      |
| Sainte-Colombe                                           | Belvès-de-Castillon   | Saint-Michel-de-Montaigne (Dordogne) |
| Saint-Magne-de-Castillon                                 | Castillon-la-Bataille |                                      |

### Hydrographie
La commune est bordée à l'est sur vingt à trente mètres par la Lidoire, face à Saint-Michel-de-Montaigne. Deux autres cours d'eau servent de limite communale : au nord-est sur trois kilomètres le ruisseau de l'Anguille, affluent de la Lidoire, face à Gardegan-et-Tourtirac, et à l'ouest sur près de deux kilomètres par le Rieuvert, affluent de la Dordogne, face à Sainte-Colombe.

### Climat
Pour des articles plus généraux, voir Climat de la Nouvelle-Aquitaine et Climat de la Gironde.
Historiquement, la commune est exposée à un climat océanique aquitain. 
En 2020, Météo-France publie une typologie des climats de la France métropolitaine dans laquelle la commune est exposée à un climat océanique et est dans la région climatique  Aquitaine, Gascogne, caractérisée par une pluviométrie abondante au printemps, modérée en automne, un faible ensoleillement au printemps, un été chaud (19,5 °C), des vents faibles, des brouillards fréquents en automne et en hiver et des orages fréquents en été (15 à 20 jours).
Pour la période 1971-2000, la température annuelle moyenne est de 12,7 °C, avec une amplitude thermique annuelle de 14,9 °C. Le cumul annuel moyen de précipitations est de 838 mm, avec 12 jours de précipitations en janvier et 6,6 jours en juillet. Pour la période 1991-2020, la température moyenne annuelle observée sur la station météorologique la plus proche, située sur la commune de Saint-Émilion à 10 km à vol d'oiseau, est de 13,9 °C et le cumul annuel moyen de précipitations est de 798,1 mm,. Pour l'avenir, les paramètres climatiques de la commune estimés pour 2050 selon différents scénarios d’émission de gaz à effet de serre sont consultables sur un site dédié publié par Météo-France en novembre 2022.

## Urbanisme

### Typologie
Au 1er janvier 2024, Belvès-de-Castillon est catégorisée commune rurale à habitat dispersé, selon la nouvelle grille communale de densité à sept niveaux définie par l'Insee en 2022.
Elle est située hors unité urbaine et hors attraction des villes,.

### Occupation des sols

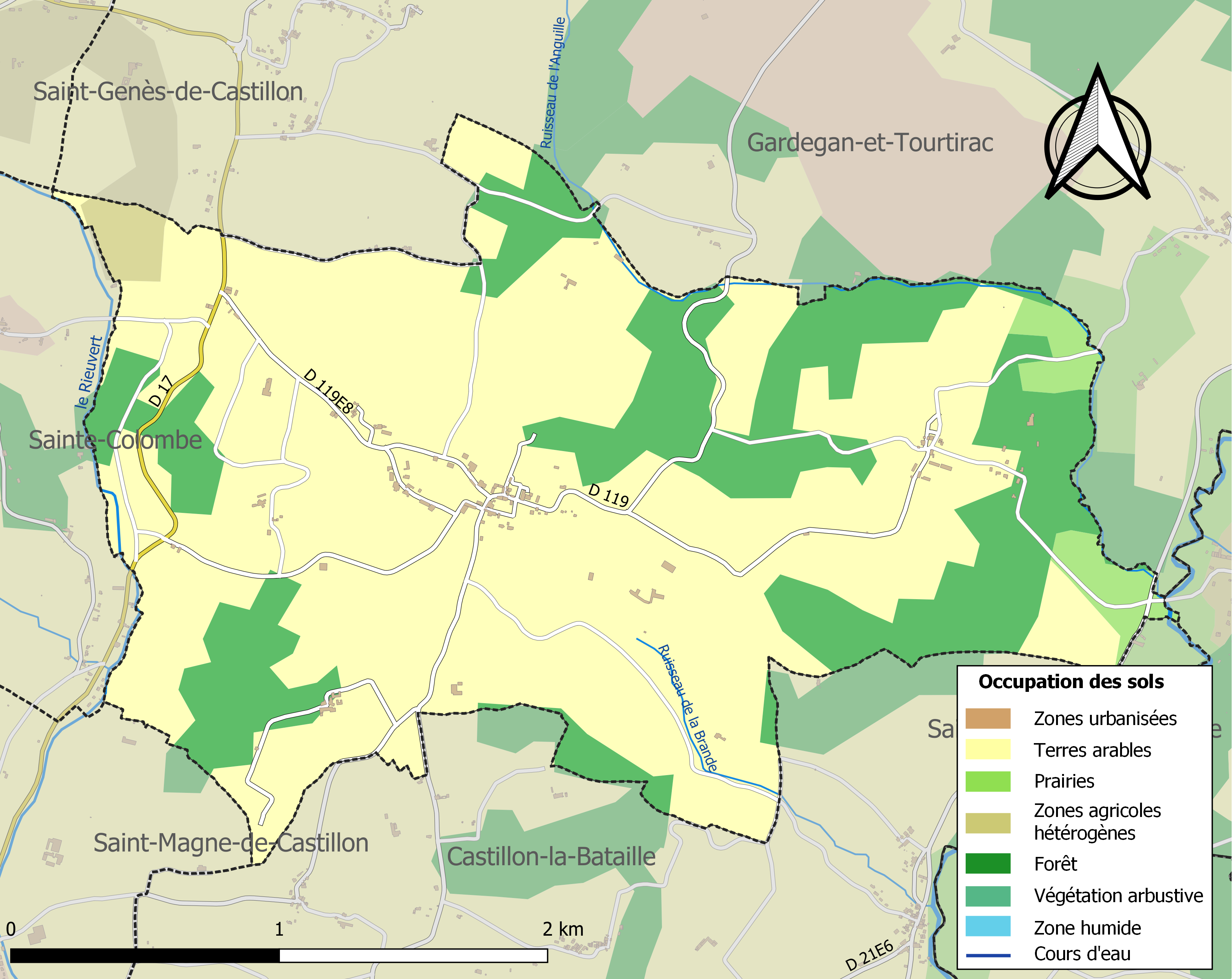
Carte des infrastructures et de l'occupation des sols de la commune en 2018 (CLC).

L'occupation des sols de la commune, telle qu'elle ressort de la base de données européenne d’occupation biophysique des sols Corine Land Cover (CLC), est marquée par l'importance des territoires agricoles (74,7 % en 2018), en augmentation par rapport à 1990 (73,7 %). La répartition détaillée en 2018 est la suivante : 
cultures permanentes (71,3 %), forêts (25,3 %), prairies (2,4 %), zones agricoles hétérogènes (1 %). L'évolution de l’occupation des sols de la commune et de ses infrastructures peut être observée sur les différentes représentations cartographiques du territoire : la carte de Cassini (XVIIIe siècle), la carte d'état-major (1820-1866) et les cartes ou photos aériennes de l'IGN pour la période actuelle (1950 à aujourd'hui).

### Risques majeurs
Le territoire de la commune de Belvès-de-Castillon est vulnérable à différents aléas naturels : météorologiques (tempête, orage, neige, grand froid, canicule ou sécheresse), inondations, mouvements de terrains et séisme (sismicité très faible). Il est également exposé à un risque technologique, la rupture d'un barrage. Un site publié par le BRGM permet d'évaluer simplement et rapidement les risques d'un bien localisé soit par son adresse soit par le numéro de sa parcelle.

#### Risques naturels
La commune a été reconnue en état de catastrophe naturelle au titre des dommages causés par les inondations et coulées de boue survenues en 1982, 1983, 1986, 1991, 1993, 1999, 2005 et 2009,.
Les mouvements de terrains susceptibles de se produire sur la commune sont des affaissements et effondrements liés aux cavités souterraines (hors mines). Par ailleurs, afin de mieux appréhender le risque d’affaissement de terrain, l'inventaire national des cavités souterraines permet de localiser celles situées sur la commune.

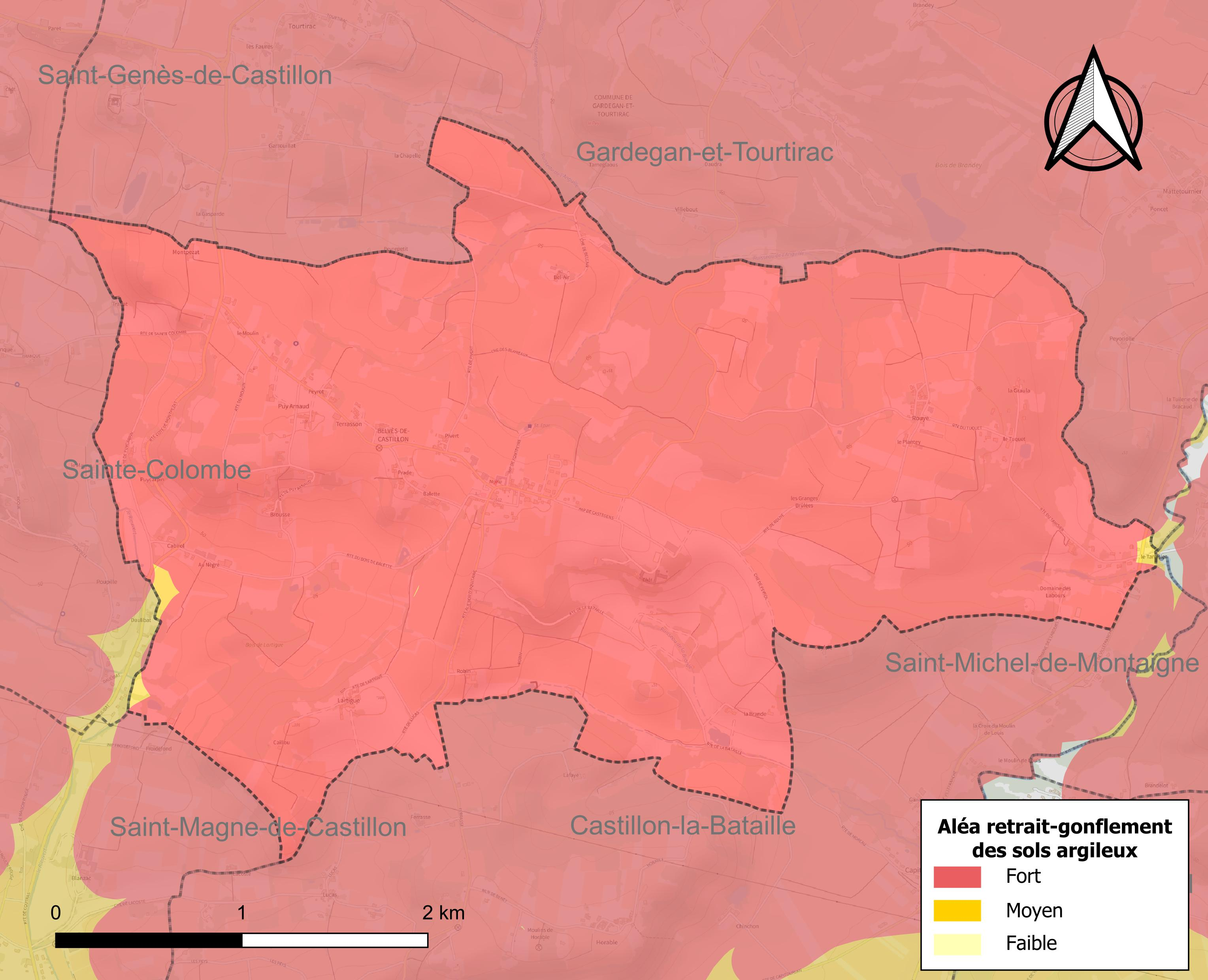
Carte des zones d'aléa retrait-gonflement des sols argileux de Belvès-de-Castillon.

Le retrait-gonflement des sols argileux est susceptible d'engendrer des dommages importants aux bâtiments en cas d’alternance de périodes de sécheresse et de pluie. La totalité de la commune est en aléa moyen ou fort (67,4 % au niveau départemental et 48,5 % au niveau national). Sur les 166 bâtiments dénombrés sur la commune en 2019, 166 sont en aléa moyen ou fort, soit 100 %, à comparer aux 84 % au niveau départemental et 54 % au niveau national. Une cartographie de l'exposition du territoire national au retrait gonflement des sols argileux est disponible sur le site du BRGM,.
Par ailleurs, afin de mieux appréhender le risque d’affaissement de terrain, l'inventaire national des cavités souterraines permet de localiser celles situées sur la commune.
Concernant les mouvements de terrains, la commune a été reconnue en état de catastrophe naturelle au titre des dommages causés par la sécheresse en 2003, 2005 et 2011 et par des mouvements de terrain en 1999.

#### Risques technologiques
La commune est en outre située en aval du  barrage de Bort-les-Orgues, un ouvrage sur la Dordogne de classe A soumis à PPI, disposant d'une retenue de 477 millions de mètres cubes. À ce titre elle est susceptible d’être touchée par l’onde de submersion consécutive à la rupture de cet ouvrage.

## Toponymie
Le nom de la commune provient de la contraction de l'expression latine bellus visus, ou de l’occitan bello viso qui signifient « belle vue ».

La terminaison -de-Castillon, faisant référence à la commune voisine de Castillon-la-Bataille et distinguant la commune de celle de Belvès dans le département voisin de la Dordogne, a été ajoutée en 1913.
En gascon, le nom de la commune est Belvés de Castilhon.

## Politique et administration

### Liste des maires
| Période                                  | Période  | Identité       | Étiquette | Qualité     |
| ---------------------------------------- | -------- | -------------- | --------- | ----------- |
| Les données manquantes sont à compléter. |          |                |           |             |
|                                          |          |                |           |             |
| ? (réélu en mai 2020)                    | En cours | Daniel Fénelon |           | Agriculteur |

## Démographie
Les habitants sont appelés les Belvésiens.
L'évolution du nombre d'habitants est connue à travers les recensements de la population effectués dans la commune depuis 1793. Pour les communes de moins de 10 000 habitants, une enquête de recensement portant sur toute la population est réalisée tous les cinq ans, les populations de référence des années intermédiaires étant quant à elles estimées par interpolation ou extrapolation. Pour la commune, le premier recensement exhaustif entrant dans le cadre du nouveau dispositif a été réalisé en 2006.

En 2022, la commune comptait 330 habitants, en évolution de −0,9 % par rapport à 2016 (Gironde : +6,91 %, France hors Mayotte : +2,11 %).
| 1793 | 1800 | 1806 | 1821 | 1831 | 1836 | 1841 | 1846 | 1851 |
| ---- | ---- | ---- | ---- | ---- | ---- | ---- | ---- | ---- |
| 430  | 539  | 386  | 382  | 347  | 402  | 391  | 348  | 333  |

| 1856 | 1861 | 1866 | 1872 | 1876 | 1881 | 1886 | 1891 | 1896 |
| ---- | ---- | ---- | ---- | ---- | ---- | ---- | ---- | ---- |
| 369  | 345  | 358  | 377  | 339  | 326  | 308  | 307  | 367  |

| 1901 | 1906 | 1911 | 1921 | 1926 | 1931 | 1936 | 1946 | 1954 |
| ---- | ---- | ---- | ---- | ---- | ---- | ---- | ---- | ---- |
| 374  | 400  | 372  | 340  | 349  | 347  | 362  | 334  | 313  |

| 1962 | 1968 | 1975 | 1982 | 1990 | 1999 | 2006 | 2011 | 2016 |
| ---- | ---- | ---- | ---- | ---- | ---- | ---- | ---- | ---- |
| 309  | 322  | 280  | 295  | 325  | 341  | 328  | 329  | 333  |

| 2021 | 2022 | - | - | - | - | - | - | - |
| ---- | ---- | - | - | - | - | - | - | - |
| 332  | 330  | - | - | - | - | - | - | - |

## Culture locale et patrimoine

### Lieux et monuments
- Le château de Castegens[31] qui date du XIVe siècle, a été remanié au XVe siècle et fortifié au XVIe siècle et est aujourd'hui la demeure d'un domaine viticole ; il est inscrit au titre des monuments historiques depuis 1996[32]. C'est au pied du château que se déroule chaque été le spectacle son et lumière qui retrace la bataille de Castillon[33].
- L'église Notre-Dame[34], construite au XIXe siècle, s'apparente plus au style roman qu'au style néo-gothique en vogue à l'époque ; elle est cependant surmontée d'une flèche et on peut y voir exposé un chapiteau mérovingien qui a été classé monument historique au titre objet[35].

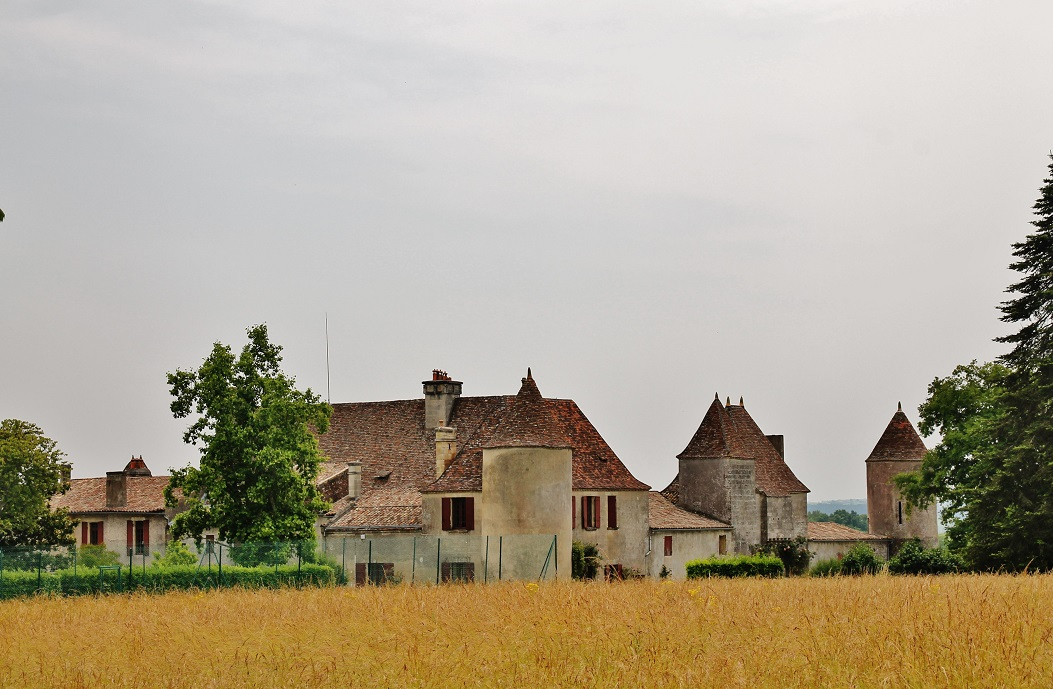
Le château de Castegens (juin 2014).
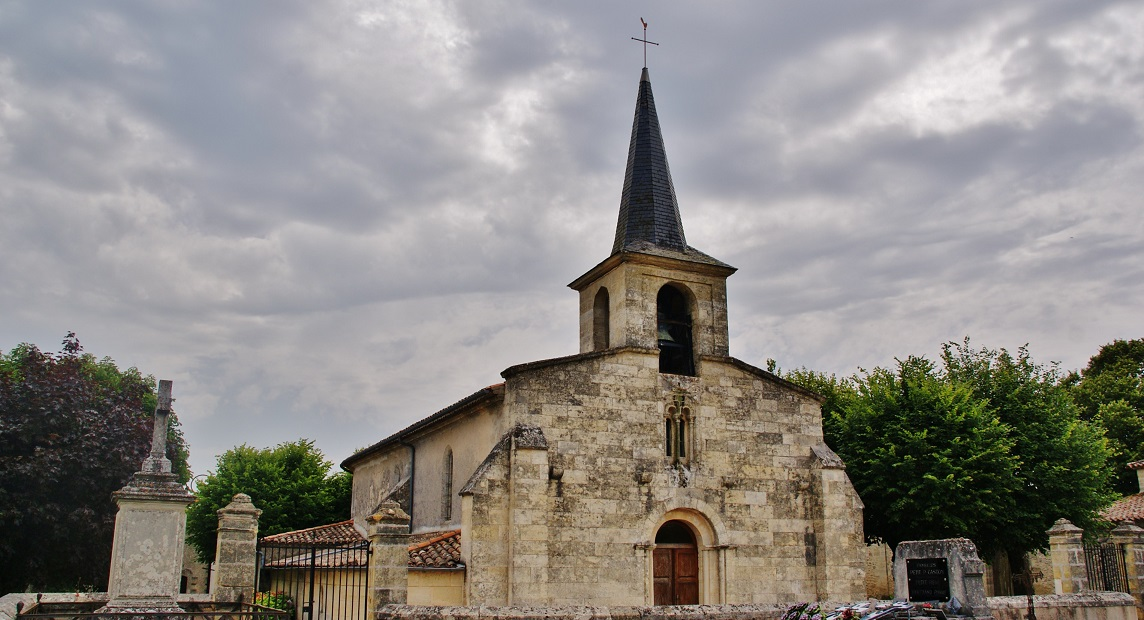
L'église Notre-Dame (juin 2014).

### Personnalités liées à la commune
- Simon-Antoine Delphin de Lamothe (1725-1781), professeur en droit bordelais puis avocat au parlement de Bordeaux né à Belvès-de-Castillon.